# Fausto Vicarelli
Fausto Vicarelli (Osimo, 18 gennaio 1936 – Roma, 23 novembre 1986) è stato un economista italiano.

## Biografia
(Intervento del Governatore della Banca d'Italia Antonio Fazio, in occasione dell’inaugurazione a Roma dello slargo che porta il nome di Fausto Vicarelli)
(Federico Caffè)
Figlio di Egidio Vicarelli e di Giulia Magnalardo, fratello di Silvano, anch’egli economista, ha vissuto nella sua città natale fino alla maggiore età.

### Gli studi
Si è iscritto alla Facoltà di economia e commercio della Sapienza Università di Roma nel 1954. In questo periodo strinse amicizia con Antonio Fazio, futuro governatore della Banca d’Italia. 
Laureato a pieni voti nell’anno accademico 1958-59 con una tesi in economia politica su “La teoria dinamica secondo Hicks e la scuola svedese”, relatore Volrico Travaglini, ha prestato servizio militare nella Scuola per allievi ufficiali e sottufficiali di artiglieria di Foligno.
Nel 1961 ha vinto la borsa di studio Stringher della Banca d’Italia, con cui ha proseguito gli studi all’Università di Harvard e al Massachusetts Institute of Technology con sede a Cambridge.

### Attività accademica
Nella sua esperienza americana si è avvicinato al pensiero di John Maynard Keynes, che è stato poi il suo riferimento nell’attività di ricerca. Tornato a Roma, ha lavorato prima al Servizio studi del Comitato nazionale per l’energia nucleare (CNEN), poi alla Facoltà di Economia e Commercio della Sapienza, avendo vinto a maggio del 1965 il concorso per assistente ordinario presso la cattedra di economia politica.
Il suo pensiero scientifico si è sviluppato all’interno dell’istituto di economia politica della Sapienza, dove nel 1968 ha superato l’esame di libera docenza in economia politica.
Nel 1970 è stato chiamato nella sede di Ancona dell’Università di Urbino, a ricoprire l’incarico di docente economia politica, ruolo che ha svolto fino al 1976. In quella facoltà, costituita da Giorgio Fuà ha lavorato insieme a Guido Maria Rey, cui era legato da una profonda amicizia, e predisposto una ricerca sui nessi esistenti, nell’Italia del secondo dopoguerra, tra sviluppo economico e struttura finanziaria, coinvolgendo, fra gli altri, Pierluigi Ciocca.
Dopo aver vinto nel giugno del 1976 il concorso da ordinario a cattedra in economia politica, ha insegnato nella facoltà di scienze politiche “Cesare Alfieri” all’Università di Firenze, dove è rimasto fino al 1980. Tra i suoi colleghi, oltre a Rey, Ezio Tarantelli e Giangiacomo Nardozzi. In questo periodo Tarantelli e Vicarelli chiamarono ad insegnare il loro allievo Mario Draghi, come docente incaricato di economia e politica monetaria ed economia internazionale.
Nel 1981 si trasferisce a Roma, dove insegna economia politica I e II nella facoltà di Economia della Sapienza Università di Roma, nel plesso dove trova Federico Caffè e in cui rimarrà fino alla sua morte. In questo periodo collabora anche con l’Ente per gli studi monetari, bancari e finanziari “Luigi Einaudi”, come consulente scientifico del Presidente Paolo Baffi su una ricerca sulle prospettive economiche e finanziarie dell’Italia.

### Il pensiero economico
La sua opera di studioso si è incentrata sul rapporto tra sviluppo economico e struttura finanziaria, per la cui comprensione ha riformulato un’analisi di teoria e di politica economica che ha al proprio centro gli investimenti e il credito. L’impostazione macroeconomica lo ha portato ad approfondire il pensiero di Keynes, del quale ha fornito un’originale lettura dell’intero percorso scientifico nel libro “Keynes. L’instabilità del capitalismo” (1977).
L’approfondimento del pensiero del grande economista inglese è stato il frutto di due gruppi di ricerca da lui guidati sui fondamenti del pensiero keynesiano (a Roma, “La controversia keynesiana”, 1974) e sul rapporto tra capitale industriale e capitale finanziario (ad Ancona, “Capitale industriale e capitale finanziario: il caso italiano”, 1976).
Da essi sono seguiti importanti contributi sul ruolo che svolgono gli assetti finanziari dell’economia e i condizionamenti che essi pongono alla dinamica della produzione, dell’accumulazione e dell’occupazione.
Ha partecipato al dibattito internazionale sugli sviluppi del pensiero post-keynesiano, coinvolgendo figure di spicco keynesiane e post-keynesiane in una riflessione sull’Attualità di Keynes (1983).
È intervenuto nel dibattito corrente sulle linee di politica economica italiana della prima metà degli anni Ottanta con vari interventi raccolti in un volume postumo ("La questione economica nella società italiana. Analisi e proposte", 1987); ha impostato e guidato un ampio progetto di ricerca per l'Ente per gli studi monetari, bancari e finanziari “Luigi Einaudi” sulle prospettive economiche e finanziarie dell’Italia a metà degli anni Ottanta i cui risultati sono apparsi postumi ("Oltre la crisi, Le prospettive di sviluppo dell'economia italiana e il contributo del sistema finanziario", 1986).

### La collaborazione con la Banca d’Italia
È stato consulente del Servizio Studi della Banca d’Italia dal 1968 al 1986, partecipando anche alla costruzione dei modelli econometrici M1BI e M2BI, in particolare coordinando gli studi riguardanti il settore della bilancia dei pagamenti e l’economia internazionale, analizzando i flussi finanziari internazionali.
All’interno della Banca ha anche svolto attività di aggiornamento dei giovani funzionari del Servizio studi sull’evoluzione della ricerca macroeconomica e partecipato al comitato di redazione dei "Contributi alla ricerca economica" del Servizio studi, analizzando gli aspetti strutturali, finanziari e reali, che stavano condizionando la crescita economica del Paese.

### I rapporti con i Sindacati
Ha intrattenuto rapporti con personalità del movimento sindacale, in particolare della CISL (Confederazione Italiana Sincadati Lavoratori). Amico di Franco Bentivogli, ha svolto corsi di formazione e attività di consulenza al Centro studi nazionale della CISL a Firenze e presso il Romitorio di Amelia, centro della FIM-CISL. Cercò di orientare l’attività dei sindacati dalle discussioni sui problemi del salario verso le problematiche dello sviluppo, unica garanzia per il mantenimento dell’equilibrio sociale.

### Attività editoriale
È stato membro, fin dalla fondazione nel 1975, del Gruppo di lavoro della casa editrice "Il Mulino" per i programmi editoriali nell'area economica.
Dal 1982 al 1986 ha contribuito al dibattito di politica economica con interventi sul quotidiano Il Sole 24 Ore. 

### L'impegno nel sociale
Fausto Vicarelli ha fatto parte della ”Rete Radié Resch” di solidarietà internazionale, fondata da Ettore Masina, particolarmente attiva in Brasile ed in Palestina.
Si è, inoltre, impegnato nella sua comunità parrocchiale e nel comitato di quartiere (Casal de' Pazzi a Roma), nell’aiuto agli individui o gruppi bisognosi.

### Morte
È morto in un incidente automobilistico a Roma nella notte di pioggia del 23 novembre 1986.

## Principali pubblicazioni
L’intera produzione scientifica di Fausto Vicarelli - esclusi il libro su Keynes (1977a) e quello su "La questione economica nella società italiana" (1987) - è stata raccolta in C. Gnesutta (a cura di), “FAUSTO VICARELLI. Tornare a Keynes. Scritti scientifici” (3 voll.), 2021, Roma (opera stampata dalla Banca d’Italia).

### Opere di Fausto Vicarelli
- A. Fazio e F. Vicarelli, "Un modello di domanda per beni d’investimento: formulazione teorica e applicazione al settore estrattivo e manifatturiero dell’economia italiana", in "Rivista di Politica Economica" 1966, 56 1515–51, 1966.
- F. Vicarelli, "Moneta, ricchezza e bilancia dei pagamenti. Saggi di economia internazionale", Roma, 1970.
- F. Vicarelli, "Verso un’integrazione tra teoria pura e teoria monetaria del commercio internazionale", in "Economia Internazionale", XXV, 3 (agosto); 4 (novembre), 1972.
- F. Vicarelli, "Il processo d’integrazione reale-finanziaria dell’economia italiana nella Cee", in "Contributi alla ricerca", Servizio studi della Banca d’Italia, 3 (dicembre), 1973.
- F. Vicarelli, "Flussi finanziari internazionali. Uno schema teorico e un modello per l’economia italiana", in Ente per gli studi monetari bancari e finanziari Luigi Einaudi: "Quaderni di ricerche", 13, 3–111, 1974.
- F. Vicarelli (a cura di), "La controversia keynesiana", Bologna, Il Mulino, 9-46, 1974.
- F. Vicarelli, "Flussi finanziari internazionali. Uno schema teorico e un modello per l’economia italiana", in "Quaderni di ricerca dell’Ente per gli studi monetari, bancari e finanziari Luigi Einaudi", n. 13, 1974b.
- F. Vicarelli, "Struttura degli scambi internazionali e inflazione mondiale", in "Sviluppo economico, scambi internazionali e crisi monetaria", atti della XV Riunione scientifica della Società Italiana degli economisti», Milano, 1975.
- F. Vicarelli, "Moneta, ricchezza e bilancia dei pagamenti: un modello per un’economia aperta", in "Contributi in memoria di M. Bandini", Roma, Università degli Studi, Facoltà di Economia e Commercio, 189–209, 1976.
- F. Vicarelli, "Keynes. L’instabilità del capitalismo", Milano (trad. "Keynes. The Instability of Capitalism", Philadelphia 1984; London 1984; ristampa Il Mulino, Bologna 1989, ISBN 978-8-815-02291-2), 1977a; premiato nel 1977 dall’APE, Associazione per il progresso economico, come il miglior libro.
- F. Vicarelli, "Moneta e valore nella ‘Teoria Generale’: verso una nuova interpretazione di Keynes", in R. Faucci (a cura di), "John Maynard Keynes nel pensiero e nella politica economica", Milano, Feltrinelli, 96–117, 1977b.
- F. Vicarelli, "Capitale industriale e capitale finanziario: il caso italiano", Bologna, Il Mulino, 15–57, 1979.
- F. Vicarelli e M. Marconi, "L’accumulazione di capitale nella visione della Cisl", in G. Baglioni (a cura di), "Analisi della Cisl. Fatti e giudizi di un’esperienza sindacale", t. 2, Roma, 1980.
- F. Vicarelli, "Note in tema di accumulazione di capitale in Italia (1947-63) ", in G. Lunghini (a cura di), "Scelte politiche e teorie economiche in Italia 1945 1978", Torino, 1981a.
- F. Vicarelli, "Le economie industriali fra stagnazione e inflazione: quali vie di uscita dalla crisi", in "Studi e informazioni", I, 2-3 (settembre), 1981b.
- F. Vicarelli, "Disintermediazione bancaria e struttura del sistema finanziario", in "Economia Italiana", 2 (giugno), 1982.
- F. Vicarelli, "Attualità di Keynes", Roma-Bari, Laterza, 1983, 291-318; ISBN 978-8-842-02228-2.
- F. Vicarelli, "Dall’equilibrio alla probabilità: una rilettura del metodo della ‘Teoria generale’ ", 1983a.
- F. Vicarelli, "Credito", voce del "Dizionario di economia politica", diretto da G. Lunghini con la collaborazione di M. D’Antonio, vol. 7, Torino, 1983b.
- F. Vicarelli, "Stagflation in the Seventies: A Relative Prices Theoretical Approach", in "Metroeconomica", XXXVI, giugno-ottobre (trad it.: "Stagflazione e prezzi relativi: un tentativo di interpretazione della crisi degli anni Settanta", in G. Gandolfo e F. Marzano (a cura di), "Keynesian Theory Planning Models and Quantitative Economics: Essays in Memory of Vittorio Marrama", vol. 1, Milano 1987), 1984.
- F. Vicarelli, "The Instability of Capitalism", Philadelphia, University of Pennsylvania Press, 1984, and London, Macmillan, 1984a, ISBN 978-1-349-07639-0.
- F. Vicarelli, "Keynes’s Relevance Today", London, Macmillan, 1985, ISBN 978-0-333-36345-4.
- F. Vicarelli, "Natural Laws and Economic Policy: Some Considerations on the Theoretical Foundations of the New Classical Macroeconomics", in "Journal of Post Keynesian Economics", VIII, 2 (Winter), (trad. it: "Leggi di natura e politica economica: considerazioni sui fondamenti teorici della nuova macroeconomia classica", in "Politica Economica", I, 1), 1985a.
- F. Vicarelli, "L’equilibrio esterno; un vincolo allo sviluppo? ", in "Moneta ed economia internazionale", num. monogr. di "Piemonte Vivo", 1985b.
- F. Vicarelli, "Occupazione e sviluppo: un binomio inscindibile", in "Oltre la crisi. Prospettive di sviluppo dell'economia italiana e il contributo del sistema finanziario", a cura dell’Ente per gli studi monetari, bancari e finanziari Luigi Einaudi, Bologna, 1986a.
- F. Vicarelli, "La questione economica nella società italiana. Analisi e proposte", Bologna, 1987, ISBN 978-8-815-01653-9.
- F. Vicarelli, "Autonomia delle banche centrali e teoria monetaria", in S. Ristuccia e D. Masciandaro (a cura di), "L’autonomia delle banche centrali", Milano (English translation: G. Toniolo (a cura di), "The Autonomy of Central Banks: Reflections and Comments", in "Central Banks Independence in Historical Perspective", Berlin 1988), 1988.

### Opere in onore di Fausto Vicarelli
- F. Caffè, "Ricordo di Fausto Vicarelli", in "Politica Economica II", 285–90, 1986.
- C.A. Ciampi, L. Spaventa, P. Carniti e G.M. Rey, "Presentazione del libro di Fausto Vicarelli - La questione economica nella società italiana"”, in "Politica economica", III, 3, pp. 561-578, 1987[11].
- P. Ciocca, M. De Cecco, G. Nardozzi, G. Tattara e G. Toniolo, "Il contributo scientifico di Fausto Vicarelli: una prima valutazione" (con una bibliografia curata da M.T. Pandolfi), in "Rivista di storia economica", n.s., 5, n. 1, pp. 5-19, 1988.
- C. Bentivogli e S. Trento, "In ricordo di Fausto Vicarelli: l’eredità keynesiana", in "Il Progetto", X, 60, pp. 81-86, 1990.
- S. Trento, "Ricordando Fausto Vicarelli", in "Lettera FIM", II, 1, pp. 11-13, 1991.
- S. Lombardini e A. Tripoli (a cura di), "L’economia al servizio dell’uomo. Valori ed efficienza", Bologna, Il Mulino, pp. 1-159, 1994.
- C. Gnesutta (a cura di), "Incertezza, moneta, aspettative, equilibrio. Saggi per Fausto Vicarelli", Bologna: Il Mulino, 1996.
- G. Gandolfo - F. Marzano (a cura di), "Economic theory and social justice", London-New York 1996 (in partic. G. Gandolfo, " Fausto Vicarelli, A personal reminiscence", pp. 1-8; A. Fazio, "Opening address", pp. 27-32; A. Tripoli, pp. 255 s.; F. Bentivogli, pp. 257-260).
- C. Gnesutta, "L’attualità della riflessione scientifica di Fausto Vicarelli", in "Rivista italiana degli economisti", n. 3, pp. 431-450, 2001.
- A. Fazio, "L’impegno scientifico e civile di Fausto Vicarelli", in "Bollettino economico", n. 40, pp. 5-7, 2003.
- C. Gnesutta, "Fausto Vicarelli", in R. Giulianelli e M. Moroni (a cura di), "Osimani con la testa. Economia e società a Osimo tra medioevo ed età contemporanea", Ancona, pp. 275-303, 2008, ISBN 978-8-873-26106-3.
- C. Gnesutta, G.M. Rey e G.C. Romagnoli (a cura di), "Capitale industriale e capitale finanziario nell’economia globale", Bologna, Il Mulino, 2008.
- G. Garofalo e C. Gnesutta, "A return to fundamentals: Fausto Vicarelli’s thought on finance vs. growth and efficiency vs. stability", in "Rivista italiana degli economisti", n. 1, pp. 105-142, 2010.
- G. Michelagnoli, "Fra Keynes e Sraffa. Prospettive storiografiche sul pensiero economico di Fausto Vicarelli", in "Il pensiero economico italiano", n. 2, pp. 69-98, 2013.
- A. Moretti, "Fausto Vicarelli Un grande semplice uomo", in "Ingrandimenti", 13 luglio 2014.
- M. Cedrini, "Vicarelli’s Keynes (and today’s international disorder)", in "Journal of post Keynesian economics", XLI, 1, pp. 3-15, 2018.
- P. Paesani, "Vicarelli, Keynes, and the unstable nexus between investment, liquidity, and finance", in "Journal of Post Keynesian Economics", 41, 1, 2018, pp. 16-35.
- M. Tancioni, "Vicarelli's Keynes and the New-Keynesian analytical method", in "Journal of Post Keynesian Economics", 41, 1, 2018, pp. 36-55.
- C. Gnesutta (a cura di), "Fausto Vicarelli, Tornare a Keynes. Scritti scientifici", Roma, Banca d’Italia, 2020.

Colleghi e allievi lo hanno ricordato in varie occasioni e, in particolare, nei Convegni del 1996 a Roma in occasione del decennale della sua morte, del 2001 ad Ancona e nuovamente del 2006 e del 2016 a Roma.

## Riconoscimenti
- Nel nome di Fausto sono state costituite due Associazioni "Fausto Vicarelli", una con sede a Roma, dove abitava e lavorava e un'altra ad Osimo, sua città natale, con l’obiettivo di onorare la sua figura di persona e di organizzare iniziative per ricordare il senso del suo lavoro scientifico:
  - L'Associazione romana, nel ricordo dell'economista di valore e dell'uomo attento ai bisogni degli altri, ha agito su due fronti: ha bandito dal 1989 al 2007 il premio di Laurea "Fausto Vicarelli" per la migliore tesi di laurea su temi di economia - in collaborazione con l’Ente per gli studi monetari, bancari e finanziari "Luigi Einaudi" - “allo scopo di onorare la figura scientifica di Fausto Vicarelli e di incoraggiare i giovano studiosi a operare nel rigore e nello spirito con cui egli affrontava i problemi economici”. Successivamente, e fino al 2011, il premio è stato organizzato in collaborazione con l'Einaudi Institute for Economics and Finance (E.I.E.F.)[12]. Il secondo fronte riguarda alcune opere di solidarietà che ha fatto l'Associazione come, ad esempio, la ricostruzione di una scuola di un villaggio albanese.
  - L’Associazione con sede ad Osimo ha, invece, organizzato per anni conferenze di carattere economico nell’Istituto Tecnico dove Fausto ha studiato.
- A Fausto Vicarelli è stata intitolata una targa toponomastica a Roma, in zona Casal de' Pazzi - l’inaugurazione si è tenuta in data 26 novembre 2002[1] - e una strada nella sua città natale, Osimo (Ancona).
- All’Università degli Studi di Macerata è stato costituito nel 1993 il Centro interdipartimentale di ricerca finalizzata denominato “Laboratorio Fausto Vicarelli”[13][14].
- Il 25 giugno 1988 gli è stato assegnato (alla memoria) il "Premio Scanno" (L'Aquila) per l’Economia[15].